# Dayton (Alabama)
Dayton – miasto w Stanach Zjednoczonych, w stanie Alabama, w hrabstwie Marengo. W roku 2023 miasto zamieszkiwało 27 osób, a gęstość zaludnienia wynosiła 10,4 osoby/km².